# Abantes
Abantes foi um antigo povo da ilha grega de Eubeia, Trácia que, segundo a Ilíada, tomou parte na guerra de Troia.
Eles descendiam de Abas, filho de Netuno e Aretusa, filha de Nereu.
Na Guerra de Troia, os Abantes dominavam Eubeia, Cálcis, Erétria, Histiaea, Cerinthus, Dios, Carystus e Styra; seu líder foi Elefenor, filho de Calcodonte, que levou quarenta navios negros.